# イギリス・ニュー・ウェイヴ
イギリス・ニュー・ウェイヴ（British New Wave、1960年前後）は、かつて存在したイギリスの映画運動である。ブリティッシュ・ニュー・ウェイヴ、あるいは、フリー・シネマもしくはフリー・シネマ運動とも呼ぶ。

## 略歴・概要
1950年代後半から1960年代半ばにかけて活動していた、英国の若手の映画監督たちの比較的緊密に結ばれた集団、およびインディペンデントの製作会社に与えられた名称である。前者には、リンゼイ・アンダーソン、カレル・ライス、トニー・リチャードソンがその代表格であり、これにジャック・クレイトン、ジョン・シュレシンジャーが加えられることもある。後者には、特にリチャードソンと劇作家のジョン・オズボーンが原型を作ったウッドフォール・フィルムズが該当する。
「ニュー・ウェイヴ」という名称は、およそ同時代にあたるフランスのヌーヴェルヴァーグに由来する。ウッドフォール・フィルムズが製作した映画には、リチャードソンが監督した『怒りを込めて振り返れ』（1959年）、『蜜の味』（1961年）、そしてライスが監督した『土曜の夜と月曜の朝』(アラン・シリトー原作、1960年）などがある。
アンダーソンとライスとリチャードソンは、1950年半ばのフリー・シネマ運動（主として、「個人的な」ドキュメンタリーの製作に取り組んでいた）の共同創始者である。イギリス・ニュー・ウェイヴは、イギリス映画の伝統であるドキュメンタリーとリアリズムの潮流における重要な段階としてみなされている。
最初は、イギリス北部の産業地帯に集中する主に労働者階級に属する登場人物に焦点を当てた点で画期的であった、と解釈される傾向があった。
イギリス・ニュー・ウェイヴの監督のほとんどは、イギリスの支配階級とオックスブリッジ（オックスフォード大学とケンブリッジ大学）出身だった。この運動は社会的にこれまで周縁に属していた主題や対象を誠実に取り上げようとする試みでもあったが、それは当事者の視点でなく、階級関係についてのラジカルな分析と言うよりは、ほとんどいつも労働者階級の男性主人公についてのロマンティックで個別的な描写にとどまっていた。

## 関連事項
- フリー・シネマ